# Boudewijn Zenden
Boudewijn Zenden (Maastricht, 1976. augusztus 15. –)  holland labdarúgó, középpályás és edző.

## Pályafutása

### Klubcsapatban
Maastrichtban született. 1985-ben az MVV Maastricht szerződtette, miután látták játszani egy amatőr mérkőzésen. 1987-ben csatlakozott a PSV Eindhoven akadémiájához, ahol 1993-ig szerepelt a különböző utánpótláscsapatokban. A labdarúgás mellett cselgáncsozott, 14 évesen megszerezte a fekete övet és háromszoros bajnok Limburg tartományban. Zenden 19 éves kora óta vegetáriánus.
1993-ban került fel a PSV első keretébe. 1996-ban megnyerte a holland kupát, egy évvel később, 1997-ben pedig bajnok címet szerzett és az év holland tehetségének választották. 1998-ban a Barcelona szerződtette, ahol a Louis van Gaal volt az edzője és a csapat több holland játékosa is volt abban az időben. Az 1998–99-es szezonban bajnoki címhez segítette a Barcelonát. 2001-ben a Premier League-be igazolt, ahol a Chelsea játékosa lett. 2002-ben bejutott a csapatával az FA-kupa döntőjébe, de ott  2–0 arányban alulmaradtak az Arsenállal szemben. A 2003–04-es szezonban a Middlesbrough együttesénél szerepelt kölcsönben. A 2004-es ligakupa döntőjében győztes gólt szerzett a Bolton Wanderers ellen. 2004 nyarán lejárt a Chelsea-vel kötött szerződése és szabadon igazolhatóvá vált. A Middlesbrough szerződtette és a 2004–05-ös szezonban az év játékosának választották a szurkolók. 36 mérkőzésen lépett pályára és 5 gólt szerzett.
2005. július 4-én a bajnokok ligája győztes Liverpool igazolta le. A 2005-ös UEFA-szuperkupa döntőjében kezdőként kapott lehetőséget és hozzásegítette csapatát a 3–1-es győzelemhez. Egy évvel később az angol szuperkupát is megnyerte a Liverpool. A Chelsea elleni döntőben ismét kezdőként lépett pályára Zenden. 2006 november 25-én térdsérülést szenvedett a Manchester City elleni bajnokin, ezért korrekciós műtéten esett át. A bajnokok ligája elődöntőjének mindkét mérkőzésén pályára lépett a Chelsea ellen és ő lőtte az első büntetőt a második mérkőzés végén zajló büntetőpárbajban, amelyben a Liverpool 4–1 arányban jobbnak bizonyult. A Milan elleni döntőben is kezdő volt, de azt végül elveszítették 2–1-re. 2007. július 6-án két éves szerződést kötött az Olympique Marseille csapatával, de a két szezon alatt nem sok alkalommal kapott lehetőséget és akkor főleg csereként állt be. Nem hosszabbította meg a szerződését és jelezte, hogy Angliában szeretné befejezni a pályafutását. A Blackburn Rovers és a Portsmouth érdeklődött iránta, de végül 2009 októberében a Sunderland lett a befutó, miután a vezetőedzőt Steve Brucet lenyűgözte a játékával. 2009. október 19-én mutatkozott be az egykori klubja a Liverpool ellen. 2010. május 17-én Zenden új, egyéves szerződést írt alá a klubbal. 2011. május 22-én a West Ham United ellen játszotta pályafutása utolsó hivatalos mérkőzését.

### A válogatottban
1997 és 2004 között 54 mérkőzésen szerepelt a holland válogatottban és 7 gólt szerzett. 1997. április 30-án mutatkozott be egy San Marino elleni világbajnoki selejtező alkalmával. Részt vett az 1998-as világbajnokságon, ahol a Horvátország elleni bronzmérkőzésen gólt szerzett. A 2000-es Európa-bajnokságon a hollandok összes mérkőzésén pályára lépett. A 2004-es Európa-bajnokság volt az utolsó tornája és mindössze egy félidőnyi játéklehetőséget kapott a Németország elleni csoportmérkőzésen.

## Sikerei, díjai
PSV
- Holland bajnok (1): 1996–97
- Holland kupagyőztes (1): 1995–96
- Holland szuperkupagyőztes (2): 1996, 1997

FC Barcelona
- Spanyol bajnok (1): 1998–99

Chelsea
- Angol kupadöntős (1): 2001–02

Middlesbrough
- Angol ligakupagyőztes (1): 2003–04

Liverpool
- UEFA-szuperkupa győztes (1): 2005
- Angol szuperkupagyőztes (2): 2006
- UEFA-bajnokok ligája döntős (1): 2006–07

Egyéni
- Az év hollandiai labdarúgó tehetsége (1): 1997